# Valea
Valea é um género botânico pertencente à família Elaeocarpaceae.